# Al-Rayyan
Al-Rayyan (arabisk: الريان) er en provins i Qatar.

## Eksternt link
- www.baladiya.gov.qa Arkiveret 28. november 2013 hos  Wayback Machine

25°18′30″N 51°22′00″Ø / 25.3083°N 51.3667°Ø
|  | Infoboks uden skabelon Denne artikel har en infoboks dannet af en tabel eller tilsvarende. |